# Robert Thomas Jones
Robert T (Bob) Jones, (28 de mayo de 1910 – 11 de agosto de 1999) fue un ingeniero aeronáutico y especialista en aerodinámica que trabajó para la NACA y después para la NASA. Se le conocía en la NASA como ‘Uno de los principales ingenieros aeronáuticos del siglo XX’
Diseñador
Uno de los primeros trabajos de Jones fue con la Nicholas-Beazley Airplane Company. Antes de que la compañía cerrase durante la depresión, Jones desarrolló el Pobjoy Special air racer.

## Investigaciones
Jones fue investigador del centro de investigaciones Langley de la NASA en Hampton, Virginia. Como especialista autodidacta en aerodinámica y matemático, había obtenido un prestigio nacional en los EE. UU., si no internacional, mediante su perspicaz y original trabajo en Lagnley. En 1946 recibió el premio Sylvanus Albert Reed de la IAS. En la mayor parte de su estancia en Langley, Jones trabajó en la división de investigaciones sobre estabilidad, que produjo muchas conceptos pioneros que después se incorporaron a los aviones de los Estados Unidos.
En enero de 1945, Jones elaboró la teoría del Ala en Delta, basándose en las teorías de los perfiles finos. Otros en Langley eran enormemente escépticos, hasta que Robert Gilruth y en abril, Theodore von Kármán hicieron las pruebas con modelos a velocidades supersónicas. No se aceptaron sus teorías hasta el verano, en que el equipo de investigadores de von Kármán descubrió que los expertos alemanes habían estado años trabajando en diseños con borde de ataque en recesión. El diseño de Jones de un ala fina demostró finalmente ser superior a los perfiles de ala gruesos desarrollados por Alexander Lippisch en Alemania.
En agosto de 1946, destinaron a Jones a Ames. La genialidad de Bob Jones parecía estar en parte en su notable capacidad para extraer la esencia de un problema, y expresarla en términos comprensibles y útiles. Su abordaje de los problemas siempre fue hacia lo fundamental, y a menudo produjo resultados de amplia trascendencia. Además, la mujer de Jones, Doris, una consumada matemática, también se unió a la plantilla de Ames.
Más tarde, y todavía en Ames, Jones promovió la idea del ala oblicua (El primer diseño conocido con ala oblicua fue el proyecto Blohm & Voss P202 que propuso Richard Vogt en 1942). Sus estudios en túnel de viento indicaron que esa planta del ala, instalada en un transporte supersónico, podría obtener una economía en consumo de combustible doble de la de un avión con alas convencionales. La NASA probó con éxito ese concepto en el AD-1. Ese avión único tenía un ala que giraba sobre el fuselaje, manteniéndose perpendicular a bajas velocidades, y rotando hasta ángulos de 60° según aumentaba la velocidad del avión. Los estudios analíticos y de túnel de viento que llevó a cabo Jones en Ames, indicaron que un avión con el tamaño de uno de transporte con ala oblicua que volase a velocidades de hasta Mach 1’4 (1’4 veces la velocidad del sonido) tendría unas actuaciones aerodinámicas sustancialmente mejores que un avión con alas convencionales. Un proyecto actual DARPA, adjudicado a Northrop Grumman, llamado ‘La navaja automática’, está en fase de desarrollo para proveer a la USAF un UAV más eficiente.

## Premios
- 1946 Premio Sylvanus Albert Reed (Instituto para las Ciencias Aeronáuticas)
- 1955 Becario del Instituto americano de Aeronáutica y Astronáutica.
- 1971 Doctorado Honoris causa en Ciencias, Universidad de Colorado.
- 1973 Becario de la Academia americana de Artes y Ciencias.
- 1973 Miembro de la Academia nacional de Ingeniería.
- 1975 Lección Magistrañl W. Ruppert Turnbull, Instituto canadiense de la Aeronáutica y el Espacio.
- 1978 Premio Prandtl Ring, Sociedad alemana para los viajes aéreos y espaciales.
- 1979 Becario Honorario del Instituto americano de Aeronáutica y Astronáutica.
- 1981 Medalla Langley de oro, Smithsonian Institution.
- 1990 Premio NAS en Ingeniería aeronáutica de la Academia nacional de Ciencias.
- 1998 Super-estrella de la NASA en Aeronáutica moderna